# مانويل بونيت
مانويل بونيت (بالفرنسية: Manuel Bonnet)‏
```
(و. – 
م
) هو 
ممثل
، من 
فرنسا
.
[
1
]
[
2
]
[
3
]
```

## التعليم
تعلم في المعهد الوطني العالي للفنون الدرامية ‏.

## وصلات خارجية
- مانويل بونيت على موقع IMDb (الإنجليزية)
- مانويل بونيت على موقع ألو سيني (الفرنسية)
- مانويل بونيت على موقع أول موفي (الإنجليزية)
- مانويل بونيت على موقع قاعدة بيانات الأفلام السويدية (السويدية)
- مانويل بونيت على موقع قاعدة بيانات الفيلم (الإنجليزية)
- مانويل بونيت على موقع كينوبويسك (الروسية)

مانويل بونيت في قاعدة بيانات الأفلام على الإنترنت